# Briaucourt (Haute-Saône)
Pour les articles homonymes, voir Briaucourt.
Briaucourt est une commune française située dans le département de la Haute-Saône, la région culturelle et historique de Franche-Comté et la région administrative Bourgogne-Franche-Comté.

## Géographie
À Briancourt le ruisseau de la Rôge se jette dans la rivière de la Lanterne.
| Plainemont            | Ainvelle   |                       |
| Conflans-sur-Lanterne | Briaucourt | Francalmont Ormoiche  |
| Velorcey              | Abelcourt  | Sainte-Marie-en-Chaux |

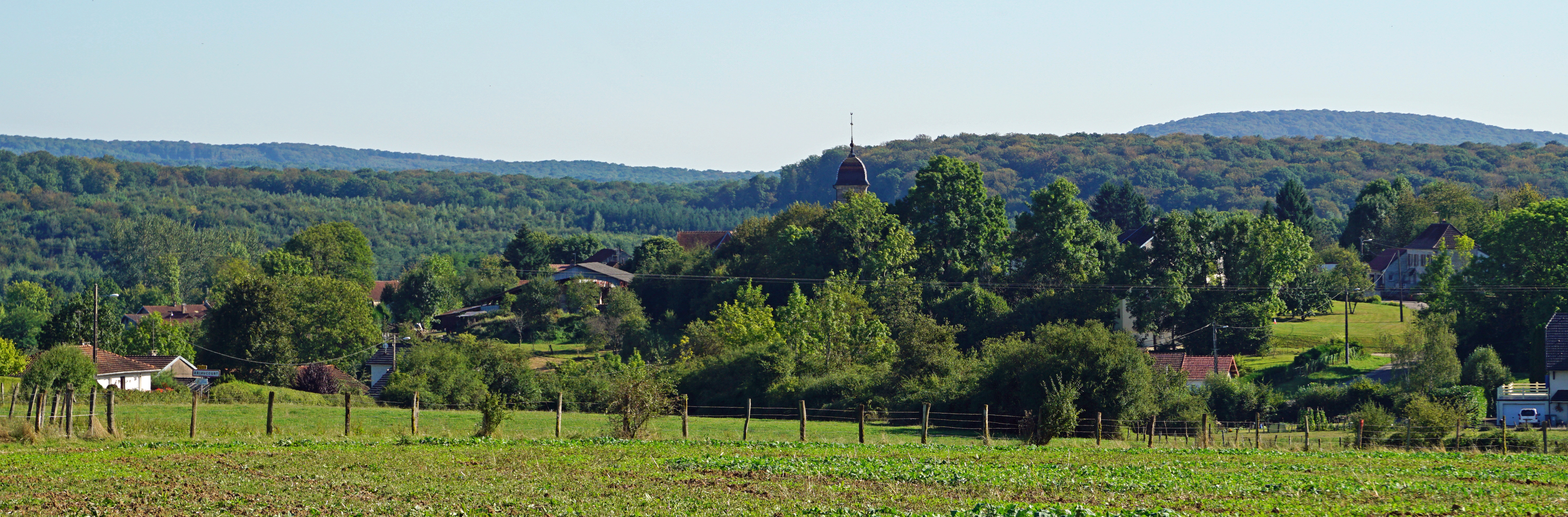
Panorama du village et des collines environnantes.

### Climat
Pour des articles plus généraux, voir Climat de la Bourgogne-Franche-Comté et Climat de la Haute-Saône.
En 2010, le climat de la commune est de type climat de montagne, selon une étude du Centre national de la recherche scientifique s'appuyant sur une série de données couvrant la période 1971-2000. En 2020, Météo-France publie une typologie des climats de la France métropolitaine dans laquelle la commune est exposée à un climat semi-continental et est dans la région climatique  Lorraine, plateau de Langres, Morvan, caractérisée par un hiver rude (1,5 °C), des vents modérés et des brouillards fréquents en automne et hiver. 
Pour la période 1971-2000, la température annuelle moyenne est de 10,1 °C, avec une amplitude thermique annuelle de 17,2 °C. Le cumul annuel moyen de précipitations est de 1 008 mm, avec 13,1 jours de précipitations en janvier et 9,9 jours en juillet. Pour la période 1991-2020, la température moyenne annuelle observée sur la station météorologique de Météo-France la plus proche, « Luxeuil », sur la commune de Saint-Sauveur à 10 km à vol d'oiseau, est de 10,8 °C et le cumul annuel moyen de précipitations est de 977,3 mm. 
La température maximale relevée sur cette station est de 38,9 °C, atteinte le 25 juillet 2019 ; la température minimale est de −25,9 °C, atteinte le 16 janvier 1966,,. 
Les paramètres climatiques de la commune ont été estimés pour le milieu du siècle (2041-2070) selon différents scénarios d'émission de gaz à effet de serre à partir des nouvelles projections climatiques de référence DRIAS-2020. Ils sont consultables sur un site dédié publié par Météo-France en novembre 2022.

## Urbanisme

### Typologie
Au 1er janvier 2024, Briaucourt est catégorisée commune rurale à habitat dispersé, selon la nouvelle grille communale de densité à sept niveaux définie par l'Insee en 2022.
Elle est située hors unité urbaine. Par ailleurs la commune fait partie de l'aire d'attraction de Luxeuil-les-Bains, dont elle est une commune de la couronne,. Cette aire, qui regroupe 41 communes, est catégorisée dans les aires de moins de 50 000 habitants,.

### Occupation des sols
L'occupation des sols de la commune, telle qu'elle ressort de la base de données européenne d’occupation biophysique des sols Corine Land Cover (CLC), est marquée par l'importance des territoires agricoles (54,3 % en 2018), en diminution par rapport à 1990 (58,7 %). La répartition détaillée en 2018 est la suivante : 
forêts (41,3 %), prairies (33,2 %), terres arables (11,1 %), zones agricoles hétérogènes (10 %), zones urbanisées (4,5 %). L'évolution de l’occupation des sols de la commune et de ses infrastructures peut être observée sur les différentes représentations cartographiques du territoire : la carte de Cassini (XVIIIe siècle), la carte d'état-major (1820-1866) et les cartes ou photos aériennes de l'IGN pour la période actuelle (1950 à aujourd'hui).

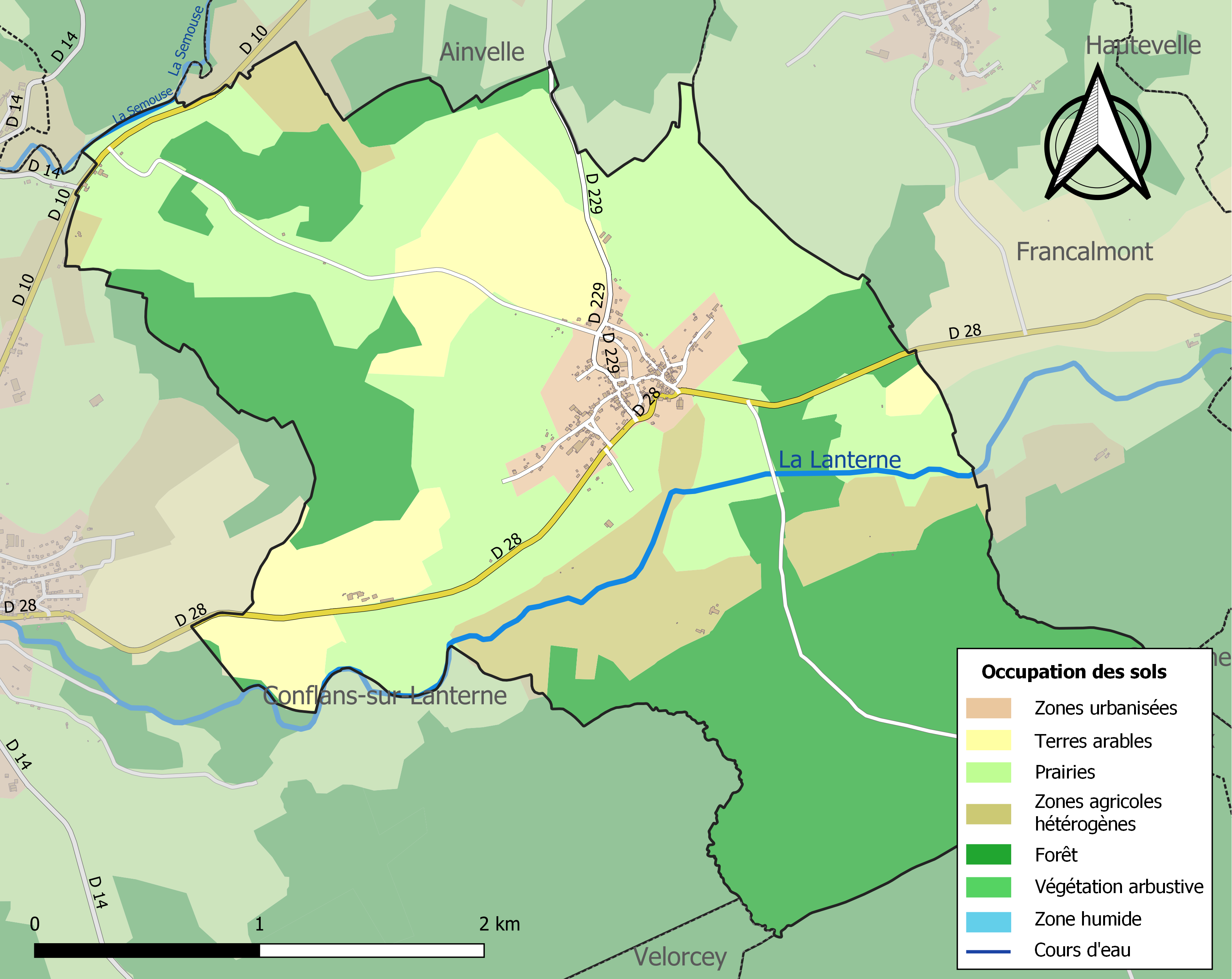
Carte des infrastructures et de l'occupation des sols de la commune en 2018 (CLC).

## Histoire
Les habitants de Briaucourt ont hébergé une partie de la population de Kunheim Haut-Rhin pendant la Seconde Guerre mondiale avant leur exode vers Casteljaloux en Lot-et-Garonne.
Le village de Kunheim situé au bord du Rhin était totalement évacué.

## Politique et administration

### Rattachements administratifs et électoraux
La commune fait partie de l'arrondissement de Lure du département de la Haute-Saône,  en région Bourgogne-Franche-Comté. Pour l'élection des députés, elle dépend de la première circonscription de la Haute-Saône.
Elle fait partie depuis 1801 du canton de Saint-Loup-sur-Semouse. Dans le cadre du redécoupage cantonal de 2014 en France, le territoire du canton s'est agrandi, passant de 13 à 23 communes.

### Intercommunalité
La commune était membre de la communauté de communes du val de Semouse, créée le 20 décembre 2001.
Dans le cadre des prescriptions du schéma départemental de coopération intercommunale approuvé en décembre 2011 par le préfet de Haute-Saône, et qui prévoit notamment la fusion de la communauté de communes des belles sources, de la communauté de communes Saône et Coney et de la communauté de communes du val de Semouse, la commune est désormais membre de la communauté de communes de la Haute Comté, créée le 1er janvier 2014.

### Liste des maires

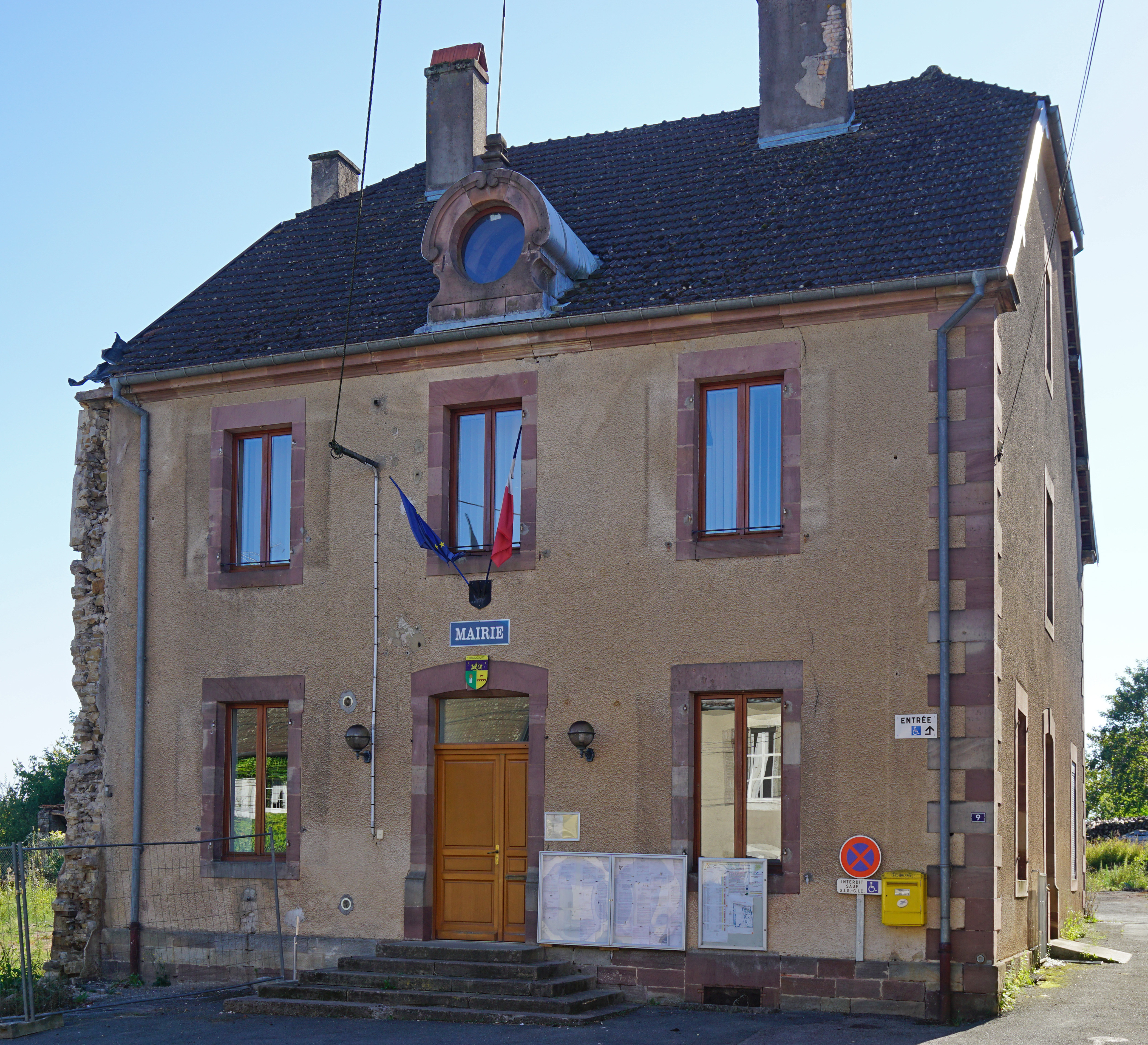
La mairie.

| Période                                  | Période                   | Identité       | Étiquette | Qualité                                              |
| ---------------------------------------- | ------------------------- | -------------- | --------- | ---------------------------------------------------- |
| Les données manquantes sont à compléter. |                           |                |           |                                                      |
| 1959                                     | 1995                      | Marcel Beuffe  | DVD       |                                                      |
|                                          |                           |                |           |                                                      |
| mars 2001                                | mars 2003                 | Raymond Py     |           |                                                      |
| mars 2003                                | mai 2020                  | Denise Laurent | UMP-LR    | Vice-présidente de la CC de la Haute Comté (2014 → ) |
| mai 2020                                 | En cours (au 8 juin 2020) | Nicolas Choux  |           |                                                      |

## Démographie
En 2022, Briaucourt comptait 250 habitants. À partir du XXIe siècle, les recensements réels des communes de moins de 10 000 habitants ont lieu tous les cinq ans. Les autres « recensements » sont des estimations.
| 1793 | 1800 | 1806 | 1821 | 1831 | 1836 | 1841 | 1846 | 1851 |
| ---- | ---- | ---- | ---- | ---- | ---- | ---- | ---- | ---- |
| 470  | 541  | 557  | 610  | 569  | 581  | 585  | 613  | 631  |

| 1856 | 1861 | 1866 | 1872 | 1876 | 1881 | 1886 | 1891 | 1896 |
| ---- | ---- | ---- | ---- | ---- | ---- | ---- | ---- | ---- |
| 545  | 589  | 618  | 594  | 553  | 524  | 484  | 456  | 463  |

| 1901 | 1906 | 1911 | 1921 | 1926 | 1931 | 1936 | 1946 | 1954 |
| ---- | ---- | ---- | ---- | ---- | ---- | ---- | ---- | ---- |
| 471  | 455  | 428  | 366  | 340  | 292  | 294  | 294  | 266  |

| 1962 | 1968 | 1975 | 1982 | 1990 | 1999 | 2006 | 2007 | 2012 |
| ---- | ---- | ---- | ---- | ---- | ---- | ---- | ---- | ---- |
| 247  | 236  | 233  | 248  | 256  | 253  | 247  | 246  | 246  |

| 2017 | 2022 | - | - | - | - | - | - | - |
| ---- | ---- | - | - | - | - | - | - | - |
| 239  | 250  | - | - | - | - | - | - | - |

## Culture locale et patrimoine

### Lieux et monuments

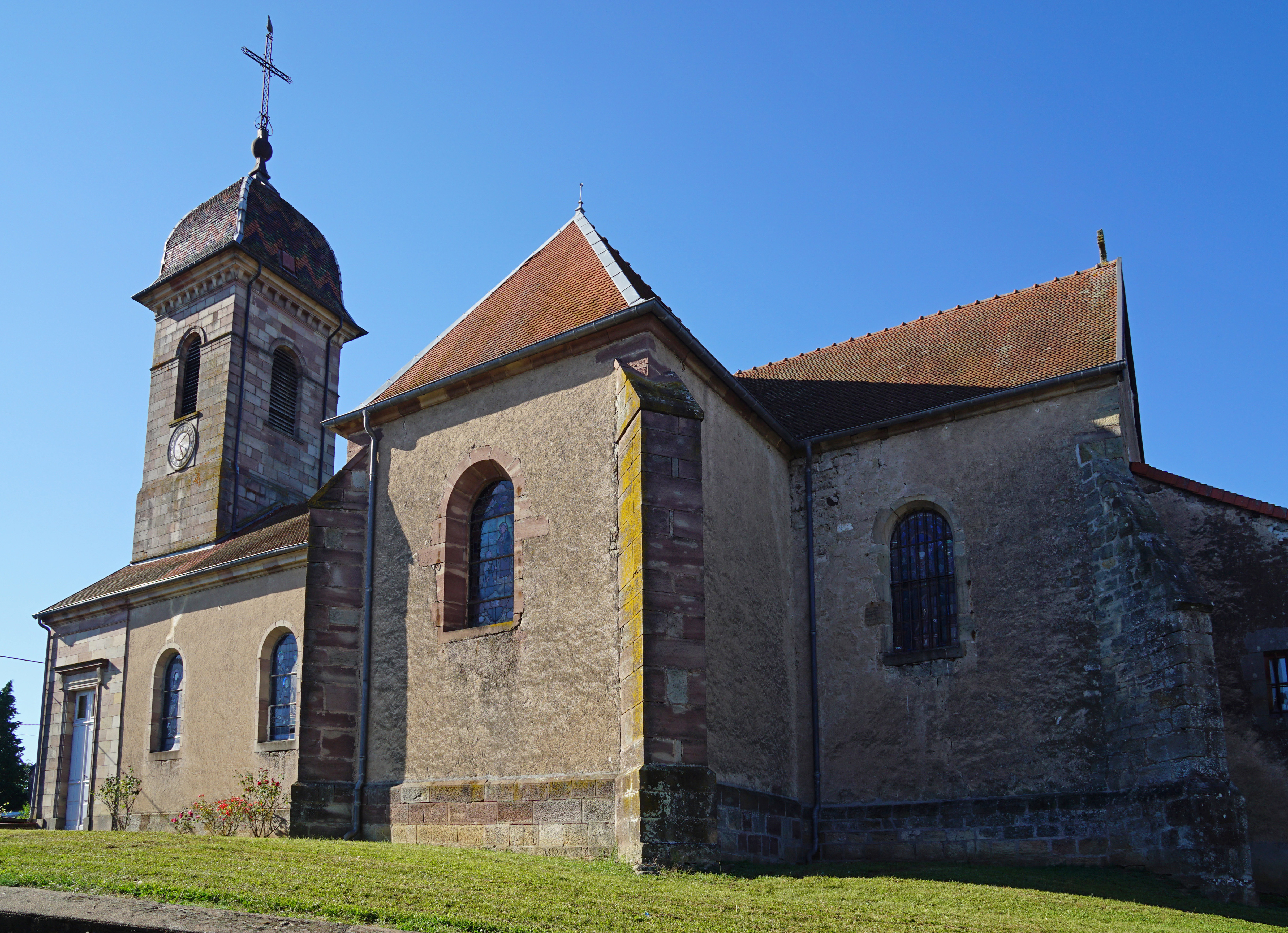
L'église.
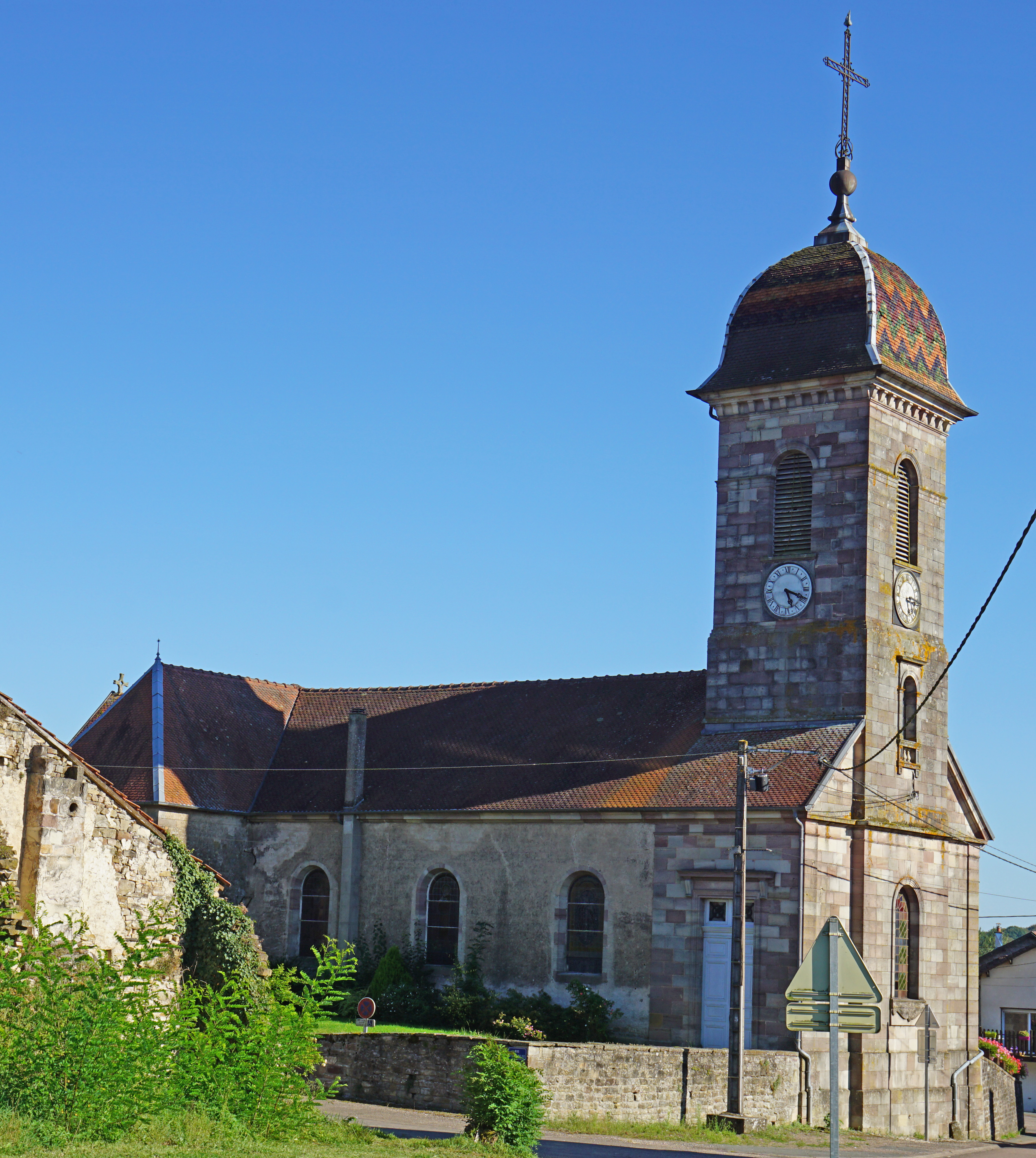
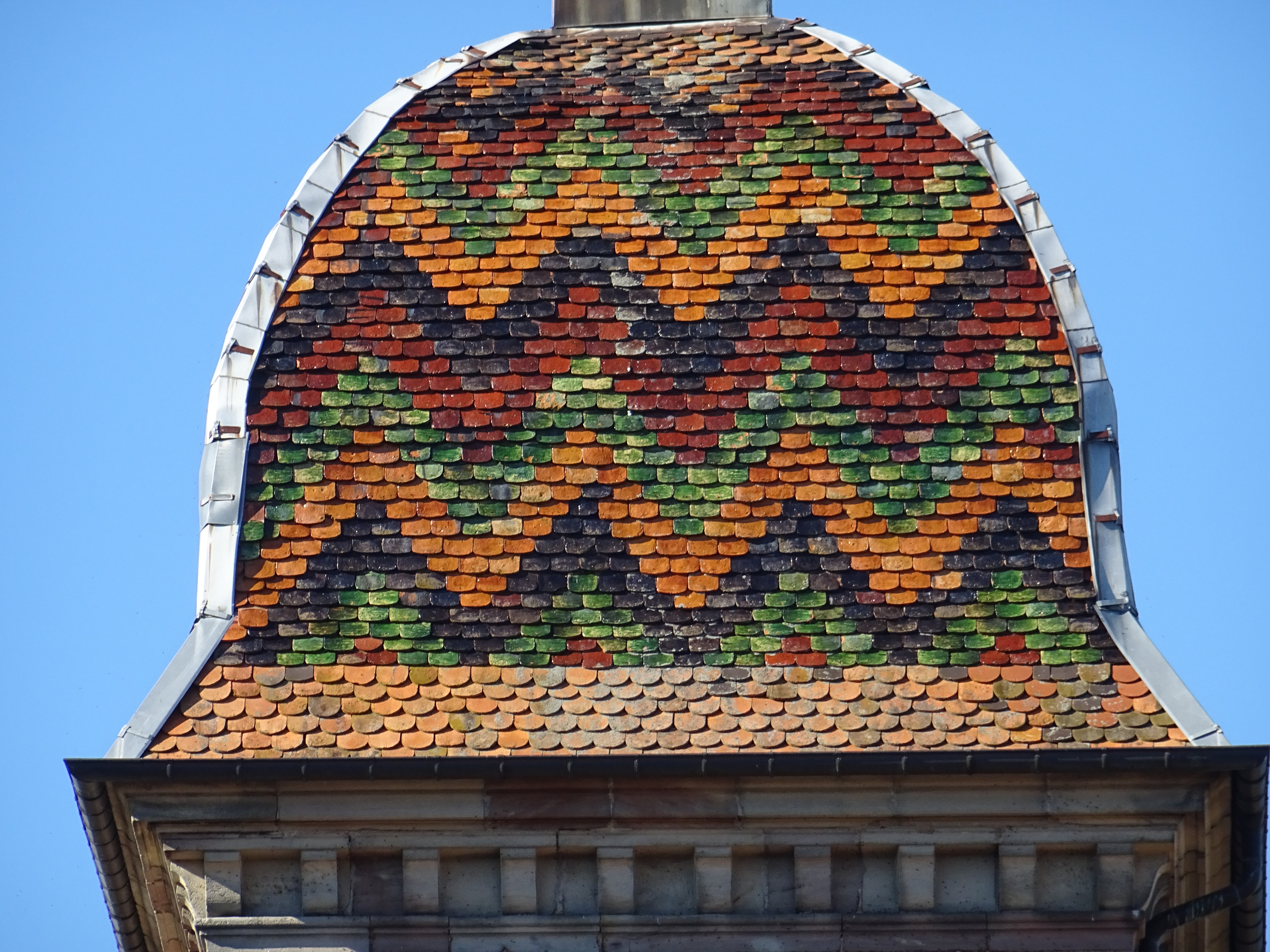
Clocher comtois.
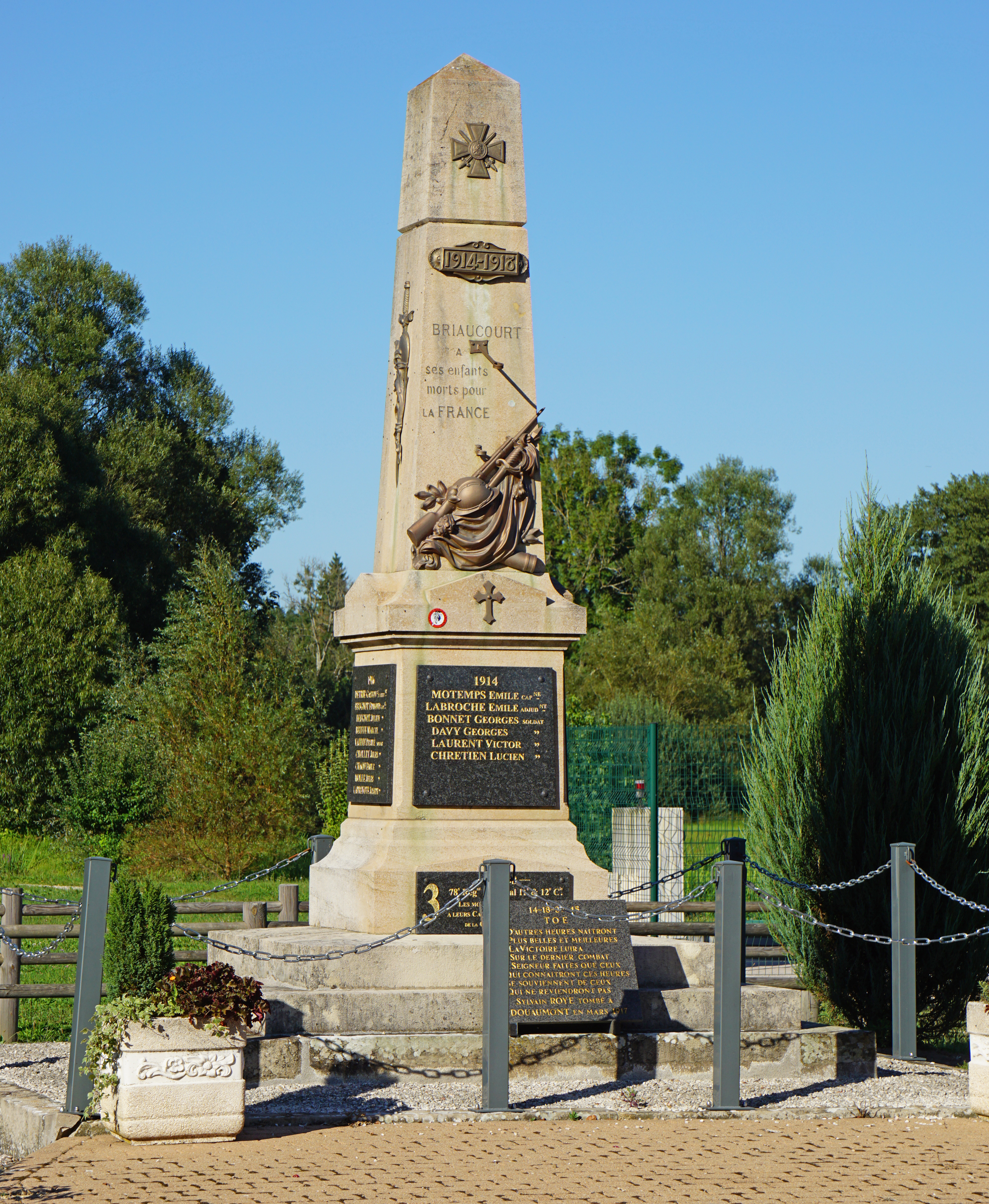
Monument aux morts.
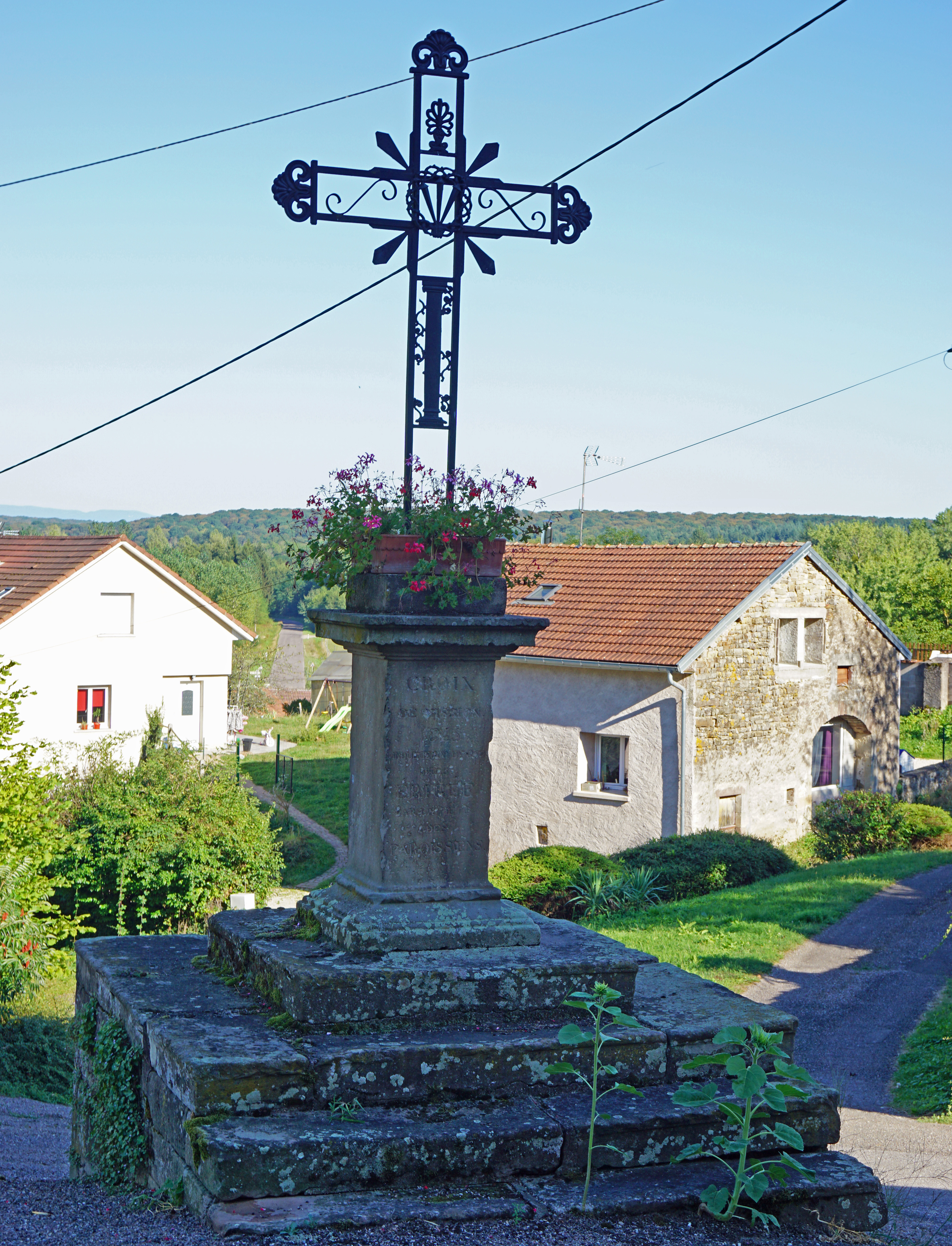
Croix.

### Personnalités liées à la commune
- Henri Genaille (né le 2 octobre 1856 à Briaucourt), ingénieur qui réalisa les réglettes de Genaille-Lucas

### Héraldique
| Blason de Briaucourt | Blason  | Parti de sinople au clocher comtois d’argent ajouré de sable et essoré de gueules losangé d’or, et du même au pont de quatre arches surmonté d’un autre pont d’une seule arche, le tout de gueules maçonné de sable ; le parti sommé d’un chef d’azur billeté d’or au lion issant du même brochant sur le tout (de Franche-Comté). |
| Blason de Briaucourt | Détails | Armoiries adoptées par la municipalité le 7 décembre 2007, de concepteur inconnu. |